# The Miracle
«The Miracle» (укр. «Диво») — тринадцятий студійний альбом британського рок-гурту «Queen», що вийшов 22 травня 1989 року на лейблі «Parlophone Records» у Великій Британії та лейблі «Capitol Records» в США. Альбом був записаний, коли гурт оговтався від подружніх проблем Браяна Мея і діагнозу СНІДу Фредді Мерк'юрі, поставленого у 1987 році (який був відомий гурту і не публікувався в той час). Запис розпочався у січні 1988 року і тривав цілий рік. Спочатку альбом збиралися назвати «The Invisible Men», але за три тижні до релізу, за словами Роджера Тейлора, вони вирішили змінити назву на «The Miracle». Це був останній альбом, на обкладинці якого була фотографія гурту з усіма чотирма первісними учасниками.
Альбом досяг 1 позиції у Великій Британії, Австрії, Німеччині, Нідерландах та Швейцарії, і 24 позиції у чарті США «Billboard 200». За оцінками, було продано 5 мільйонів копій «The Miracle», що свідчить про те, що, попри зниження продажів у США, гурт мав чудові цифри продажів у світі, навіть не гастролюючи. «AllMusic» назвав «The Miracle» найкращим альбомом «Queen» 1980-х років разом з «The Game». Він виявився передостаннім альбомом гурту, який був записаний з Фредді Мерк'юрі, оскільки він помер у листопаді 1991 року, менше ніж за рік після випуску наступного альбому «Innuendo».

## Композиції

### Сторона «А»
Party
Пісня «Party» з'явилася під час джем-сесії між Фредді Мерк'юрі, Браяном Меєм і Джоном Діконом. Мерк'юрі був за фортепіано, розпочавши її складання з розділу «ми провели ніч весело» («we had a good night»). Відтоді троє музикантів працювали разом і завершили її. Мей співає головний вокал у невеликій частині пісні на початку.
Khashoggi's Ship
«Khashoggi's Ship» була розпочата Мерк'юрі, всі чотири члени гурту зробили внесок до тексту і музики. Пісня розповідала про знаменитого мільярдера Аднана Хашоггі і корабель («Nabila», нині «Kingdom 5KR»), яким він володів у той час, це була одна з найбільших приватних яхт у світі. У альбомі цей трек переходить з пісні «Party», з якою він має дуже схожу ліричну тему. Ця пісня стала відсиланням до імені персонажа Хашоггі в мюзиклі «We Will Rock You».
The Miracle
«The Miracle» — одна з найскладніших пісень останніх років існування гурту. Акорди до пісні були спільно написані Мерк'юрі і Діконом. Це одна з улюблених пісень Мея. Всі учасники гурту зробили внесок до ліричних та деяких музичних ідей, Мерк'юрі грав на фортепіано, а також у більшості синтезаторних треків пісні, використовуючи «Korg M1».
I Want It All
«I Want It All» була написана Меєм у 1987 році. На DVD «Greatest Video Hits 2» Мей прокоментував, що пісня була натхненна його другою дружиною, Анітою Добсон, улюбленим девізом якої була фраза: «Я хочу все це, і я хочу це зараз!». Ідея наявного вступу, куплетів, приспівів і гітарного соло поверх тієї ж акордової прогресії була повторно використана в наступному альбомі гурту у іншій пісні Мея «The Show Must Go On», яка була створена у 1990 році. Мерк'юрі співав головний вокал у більшій частини пісні, але головний вокал у переході був розділений між Мерк'юрі і Меєм. Мерк'юрі грав на клавішних, Мей грав на акустичній та електричній гітарах, а Роджер Тейлор використовував подвійний удар бас-барабана в перший (і єдиний) раз.
The Invisible Man
«The Invisible Man» — перша пісня Тейлора в альбомі. Лірична ідея з'явилася з книги, яку він читав, після чого йому миттєво прийшов в голову біт. Мей і Тейлор прокоментували (інтерв'ю для «Queen for An Hour», 1989 року), що Тейлор написав частину пісні у ванні (аналогічно тому, що сталося з Мерк'юрі, коли він написав «Crazy Little Thing Called Love» десять років тому). Кожен з чотирьох учасників гурту згадується поіменно у вокалі Фредді протягом усієї пісні: «Фредді Мерк'юрі» перед початком першого куплету (виконано Роджером Тейлором), «Джон Дікон» після першого куплета, «Браян Мей» (повторюється двічі), перш ніж почнеться його гітарне соло, і «Роджер Тейлор» (з розкотистою початковою «р», щоб звучати як барабанний дріб) після заключного приспіву; Тейлор «відповідає» ударним доповненням. Демо-версія має зовсім інший перехід з Мерк'юрі, співаючим альтернативні тексти в стилі Елвіса Преслі. Частини приспіву пошепки співає Тейлор.

### Сторона «Б»
Breakthru
«Breakthru» є об'єднанням двох пісень: «A New Life Is Born», Мерк'юрі, і «Breakthru», написаної Тейлором за участю інших в ключових змінах. Пісні Тейлора, як правило, були в бемоль-ключах, в середині 80-х років, коли він почав писати на фортепіано, а не на гітарі. Ця пісня вийшла як сингл і увійшла в десятку найкращих у Великій Британії влітку 1989 року.
Rain Must Fall
«Rain Must Fall» — це співпраця між Діконом (музика) і Мерк'юрі (лірика) (як підтвердив продюсер Девід Річардс і нещодавно Мей на своєму сайті). Тейлор записав багато латинських перкусій, але більша частина з них була відредагована для того, щоб мати більше місця для вокальних гармоній, гітар та клавішних, які були розділені між Мерк'юрі і Діконом у цьому фрагменті.
Scandal
Мей написав пісню «Scandal» про британську пресу, яка видавала дискусійні факти щодо його нещодавнього розлучення, його стосунки із Анітою Добсон та рідкісні появи Мерк'юрі на публіці у зв'язку із його боротьбою зі СНІДом. Гра Мея на клавішних та його гітарне соло були записані із першого ж разу. Провідний вокал Мерк'юрі також був записаний із першої ж спроби. Синті-бас награв Девід Річардс. Пізніше Мей прокоментував, що пісня «Scandal» є дуже близькою його серцю, хоча вона й зосереджена на періоді важкого для нього часу.
My Baby Does Me
Пісня «My Baby Does Me» є результатом ще однієї співпраці між Мерк'юрі та Діконом. Вони обидва мали задум щодо простого треку, який би створював легше та спокійне відчуття від прослуховування альбому. В інтерв'ю із «Radio 1» у 1989 році Мерк'юрі та Дікон один одному приписували створення басової лінії композиції.
Was It All Worth It
Пісня «Was It All Worth It» написана Мерк'юрі. Пісня є поверненням до «ускладненого» звучання гурту 1970-х років. Хоча більша частина пісні була створена Мерк'юрі, всі інші члени гурту додали власні ідеї щодо музики, і щодо тексту пісні (наприклад, Тейлор додав рядок «we love you madly!»). Пізніше Дікон поділився, що пісня «Was It All Worth It» була його улюбленою композицією в альбомі. Тейлор виконав гру на гонгу та литаврах. Хоча пісня не вийшла як сингл, вона все ж має високу популярність серед фан-зони гурту «Queen» і часто вважається однією із найважливіших композицій в альбомі.
Hang On in There
Ця пісня була написана всіма чотирма учасниками гурту. У ній представлена гра Мея на акустичній та електричній гітарах, а також на клавішних, якій поділяє свою гру з Мерк'юрі, який також грає на фортепіано. Пісня спочатку з'явилася на Б-стороні синглу «I Want It All». У пісні вокал Мерк'юрі потрапляє двічі на ноту Мі другої октави. В середині пісні, коли з'являється гітарний риф і Мерк'юрі співає «hang on in there» двічі, на нього щоразу відповідають гармонізованою фразою «hang on there»; перша відповідь — це багатошаровий вокал тільки Мея, друга — аналогічний вокал тільки Тейлора.
Chinese Torture
Трек, який вийшов тільки на CD з альбомом і який не вийшов як сингл. Композиція містить «темну» інструментальну постановку, яка передає жахи та страхи жертв китайських водяних тортур. Вперше трек з'явився під час останніх концертів турне «The Magic Tour» 1986 року у вигляді гітарного соло Мея. Він також додав свої соло з цією піснею до сет-листу під час турне проєкту «Queen + Пол Роджерс» у 2005 і 2006 роках.

### Неальбомні треки
Stealin' 
Головним чином створена Мерк'юрі (хоча, як і всі інші треки альбому, зараховується до спільної творчості всіх учасників гурту). Пісня є жартівливим відображенням чоловіка, який присвятив все своє життя здійсненню пограбування. В цілому у пісні використовуються розмовні слова, хоча інколи в ній з'являються наспівані рядки. Композиція увійшла до Б-стороні синглу «Breakthru».
Hijack My Heart
Написана Тейлором, який також виконав головний вокал. Пісня була зарахована до спільної творчості гурту, а не тільки її фактичному композитору. Пісня розповідає історію чоловіка, який закохується в жінку, яку він зустрічає, попри його первинне роздратування її грубістю і манірністю. Вона вийшла на Б-стороні синглу «The Invisible Man».
My Life Has Been Saved
Написана Діконом (спочатку як акустичний трек), вона оповідає про стан, в якому знаходиться світ. Пісня стала Б-стороною синглу «Scandal». Перероблена версія пізніше вийшла в альбомі «Made in Heaven» 1995 року.

## Обкладинка
При створенні незвичайної обкладинки використовувалася Quantel Paintbox, сучасна на той час технологія маніпулювання зображеннями, що об'єднала звичайні фотографії облич чотирьох учасників гурту в одне морфінговане гештальт-зображення, відповідно до їх рішенням відмовитися від індивідуального авторства і просто представити їх музику як спільну творчість «Queen»; зображення задньої обкладинки було ще незвичайнішим — у вигляді цільної безліччі очей учасників гурту. Дерек Ріггс, найзнаніший як ілюстратор обкладинок гурту «Iron Maiden», стверджує, що «Queen» «вкрали» ідею обкладинки для цього альбому з його обкладинки для синглу «The Clairvoyant». Повідомлення про те, що Фредді Мерк'юрі був «шибеником» і великим шанувальником «цього металевого матеріалу», можуть дати цьому твердженню деяку достовірність. Хоча обкладинка була добре сприйнята прийнята на той час, вона з'явилася в декількох сучасних списках і на сайтах, присвячених каталогізації «найгірших обкладинок альбомів усіх часів».

## Сингли
До альбому випустили п'ять синглів, всі вийшли у 1989 році:
- «I Want It All» була провідним синглом альбому, що вийшов у Великій Британії 2 травня; вона потрапила на 3 позицію в британських чартах та дісталася до 1 позиції у багатьох інших європейських країнах. Пісня стала гімном проти апартеїду серед молоді в Південній Африці, а також була використана для протесту проти інших причин. Пісня стала добре відомим гімном, який прозвучав як об'єднуюча пісня Африканської молоді. Вона стала першим американським рок-радіо-хітом «Queen» з моменту «Under Pressure», досягнувши максимальної 3 позиції в чарті «Billboard Mainstream Rock Singles», у той же час пісня досягла лише 50 позиції в чарті «Billboard Hot 100».
- «Breakthru», другий сингл, вийшов у Великій Британії 19 червня; відео до нього було знято на приватному паровозі, відомому як «Диво експрес». Пісня досягла максимальної 7 позиції у Великій Британії. Вона також вийшла як сингл в США. Однією з учасниць відеокліпу до пісні стала Деббі Ленг, яка була на той час подругою Роджера Тейлора.
- «The Invisible Man», вийшов у Великій Британії 7 серпня, став хітом по всій Європі і у Великій Британії, де посів 12 позицію; у відеокліпі зображено десятки дубльованих комп'ютером зображень членів гурту, що рухаються в унісон. До пісні пізніше була створена кавер-версія Скетменом Джоном, яка припадає на його пізню творчість.
- «Scandal» стала четвертим синглом альбому, що досяг 25 позиції у Великій Британії. Це протестна пісня про те, як таблоїди ставилися до відносин Мея з Анітою Добсон.
- «The Miracle», п'ятий і останній сингл з альбому, вийшов 27 листопада у Великій Британії, він досяг 21 позиції в британських чартах. Відео до пісні імітувало відеокліп з «The Invisible Man» у тому, що в ньому брали участь «дублікати» учасників гурту; які насправді були молодими двійниками «Queen» (включаючи тоді невідомого Росса Макколла), які виконали сценічне шоу в стилі «Queen». Справжній гурт з'явився тільки в кінці джема поруч зі своїми молодшими колегами.

## Оцінки критиків
«Sun-Sentinel» писала: «З Фредді Мерк'юрі у вінтажній світло-оперній формі, ось альбом (як і багато інших з „Queen“), який слід використовувати як поп-музику для початківців. Поєднуючи в собі сили року, поп-музики, металу, розумних мелодій і хитрих стилізацій, „The Miracle“ ніколи не підводить. Від одного трека до іншого, як зазвичай, неможливо сказати, яким шляхом піде цей гурт, кидаючи виклик навіть самому змученому вуху».
«Newsday» (Мелвілл, штат Нью-Йорк) писала: «У „The Miracle“ голос Мерк'юрі твердий та міцний, пасажі Мея як завжди яскраві та гнучкі. Більшість із 10 пісень, написані спільно чотирма членами гурту, доволі добре вписуються в формулу міні-сюїти: гострий поп зі зміною темпу посеред пісні в номер і деякі смачні зачіпки».
«Rolling Stone» константував: «Гурт не загрузав так в синтезаторах та в бумканні драм-машин із часів „Hot Space“. „The Miracle“ — спектакль Мерк'юрі з його любов'ю до грандіозного квазі-оперного вокалу. Справді, Мерк'юрі, особливо в пісні, що дала назву альбму, ніколи не звучав краще. Одна з його сильних сторін — уміння взяти найпаскудніший матеріал і зробити його своїм, і цей дар стає в пригоді в „The Miracle“. Браян Мей усе ще в бойовій формі також — якщо ви можете його почути. Роль Мея в „The Miracle“ здебільшого зводиться до спорадичних швидких, типово віртуозних, соло. Як наслідок альбому бракує того відчуття динаміки, яким видрізнялися ранні роботи „Queen“. Тільки кілька пісень („Khashoggi's Ship“ та „Was It All Worth It“) дозволяють Мею розійтися, і коли він це робить, то виникає враження наче старий „Queen“ визирнув на хвильку, а потім підібрав хвіст. Принаймні Мей продукує крихточки колишньої величі „Queen“».
«AllMusic» константував: «„The Miracle“ спаковує докупи непересічний звуковий удар, що нагадує багате звучання колишньої класики гурту („A Day at the Races“ 1976 року тощо). Поділившись 50 на 50 між попсою та важким роком, альбом став ще одним глобальним успіхом. Поряд із альбомом „The Game“ „The Miracle“ найсильніший альбом 80-х».

## Список композицій
Всі треки зараховані до спільної творчості «Queen»
| Сторона «А» | Сторона «А»         | Сторона «А»                            | Сторона «А»                    | Сторона «А» |
| #           | Назва               | Автор                                  | Вокал                          | Тривалість  |
| ----------- | ------------------- | -------------------------------------- | ------------------------------ | ----------- |
| 1.          | «Party»             | Фредді Мерк'юрі, Браян Мей, Джон Дікон | Фредді Мерк'юрі                | 2:24        |
| 2.          | «Khashoggi's Ship»  | Queen                                  | Фредді Мерк'юрі                | 2:47        |
| 3.          | «The Miracle»       | Фредді Мерк'юрі, Джон Дікон            | Фредді Мерк'юрі                | 5:02        |
| 4.          | «I Want It All»     | Браян Мей                              | Фредді Мерк'юрі, Браян Мей     | 4:41        |
| 5.          | «The Invisible Man» | Роджер Тейлор                          | Фредді Мерк'юрі, Роджер Тейлор | 3:55        |

| Сторона «Б» | Сторона «Б»           | Сторона «Б»                    | Сторона «Б»     | Сторона «Б» |
| #           | Назва                 | Автор                          | Вокал           | Тривалість  |
| ----------- | --------------------- | ------------------------------ | --------------- | ----------- |
| 6.          | «Breakthru»           | Фредді Мерк'юрі, Роджер Тейлор | Фредді Мерк'юрі | 4:07        |
| 7.          | «Rain Must Fall»      | Фредді Мерк'юрі, Джон Дікон    | Фредді Мерк'юрі | 4:20        |
| 8.          | «Scandal»             | Браян Мей                      | Фредді Мерк'юрі | 4:42        |
| 9.          | «My Baby Does Me»     | Фредді Мерк'юрі, Джон Дікон    | Фредді Мерк'юрі | 3:22        |
| 10.         | «Was It All Worth It» | Фредді Мерк'юрі                | Фредді Мерк'юрі | 5:45        |

| Екстра-треки (CD-версія) | Екстра-треки (CD-версія)         | Екстра-треки (CD-версія) | Екстра-треки (CD-версія) |
| #                        | Назва                            | Автор                    | Тривалість               |
| ------------------------ | -------------------------------- | ------------------------ | ------------------------ |
| 11.                      | «Hang On in There»               | Queen                    | 3:46                     |
| 12.                      | «Chinese Torture»                | Браян Мей                | 1:46                     |
| 13.                      | «The Invisible Man» (12" версія) | Роджер Тейлор            | 5:29                     |

| Бонус-треки (1991 «Hollywood Records» CD-перевидання) | Бонус-треки (1991 «Hollywood Records» CD-перевидання) | Бонус-треки (1991 «Hollywood Records» CD-перевидання) | Бонус-треки (1991 «Hollywood Records» CD-перевидання) |
| #                                                     | Назва                                                 | Автор                                                 | Тривалість                                            |
| ----------------------------------------------------- | ----------------------------------------------------- | ----------------------------------------------------- | ----------------------------------------------------- |
| 14.                                                   | «Scandal» (12" мікс)                                  | Браян Мей                                             | 6:34                                                  |

| 2011 bonus EP | 2011 bonus EP                                   | 2011 bonus EP   | 2011 bonus EP |
| #             | Назва                                           | Автор           | Тривалість    |
| ------------- | ----------------------------------------------- | --------------- | ------------- |
| 1.            | «I Want It All» (сингл-версія)                  | Браян Мей       |               |
| 2.            | «The Invisible Man» (демо-версія, серпень 1988) | Роджер Тейлор   |               |
| 3.            | «Hang On in There» (Б-сторона)                  | Queen           |               |
| 4.            | «Hijack My Heart» (Б-сторона)                   | Роджер Тейлор   |               |
| 5.            | «Stealin' » (Б-сторона)                         | Фредді Мерк'юрі |               |
| 6.            | «Chinese Torture» (інструментал)                | Браян Мей       |               |
| 7.            | «The Invisible Man» (12" версія)                | Роджер Тейлор   |               |

| 2011 iTunes делюкс-видання бонус-відео | 2011 iTunes делюкс-видання бонус-відео            | 2011 iTunes делюкс-видання бонус-відео |
| #                                      | Назва                                             | Тривалість                             |
| -------------------------------------- | ------------------------------------------------- | -------------------------------------- |
| 8.                                     | «I Want It All» (промо-відео, 1989)               |                                        |
| 9.                                     | «The Making of „The Miracle“» (промо-відео, 1989) |                                        |
| 10.                                    | «The Making of „The Miracle“» (1989)              |                                        |

## Кліпи до альбому
1. «I Want It All» — кліп поставлений Девідом Маллетом. Одна з найкращих пісень «Queen».
2. «Breakthru» — відзнято на спеціальному поїзді «Диво-експрес», що рухався на швидкості 60 миль на годину. Дія кліпу відбувається на відкритій платформі експреса. Перед зніманням весь гурт застрахувався від можливих травм, ніхто не постраждав. Кадри знімання також можна побачити на DVD «Greatest Video Hits 2».
3. «The Invisible Man» — кліп, в якому музиканти зображені у вигляді персонажів комп'ютерної гри. У «The Invisible Man» використано безліч комп'ютерної графіки.
4. «Scandal» — самі музиканти зізнавалися, що не дуже люблять цей кліп. Студію оформили газетними статтями, а на задньому плані імітували червоний заголовок «National Scandal». Ідея кліпу належить режисерам Долезалу і Роззахеру.
5. «The Miracle» — спеціально для знімання знайшли чотирьох хлопчиківи, найбільш схожих на музикантів гурту. Кадри відбору можна побачити на DVD «Greatest Video Hits 2». Ідея створення образів належить Фредді і втілена разом з австрійськими режисерами Долезалом і Роззахером.

## Учасники запису
Queen
- Фредді Мерк'юрі — головний вокал (всі треки), бек-вокал (всі, крім 5), клавішні (1-3, 6, 7, 9, 10), драм-машина (1)
- Браян Мей — електрогітара (всі треки), бек-вокал (1, 3, 4, 6, 10), клавішні (8, 10), другий головний вокал (4)
- Роджер Тейлор — ударні (всі, крім 9), бек-вокал (1, 3-6, 10), перкусія (2, 8, 10), драм-машина (1, 7, 9), клавішні (5, 6), електрогітара (5), другий головний вокал (5)
- Джон Дікон — бас-гітара (всі треки), електрогітара (1, 5, 7), клавішні (7, 9)

Додатковий персонал
- Девід Річардс — клавішні (4-6), семплер (8), інженерінг
- Асистенти інженера — Ендрю Бредфілд, Джон Браг, Анджеліка Купер, Клод Фрайдер, Енді Майсон, Джастін Ширлі-Сміт
- Мастерінг — Кевін Меткалф, Гордон Вікарі
- Комп'ютерне програмування — Браян Зелліс
- Дизайн обкладинки — Річард Грей
- Фотографування — Саймон Фолер

## Чарти
| Чарт (1989)                                      | Позиція |
| ------------------------------------------------ | ------- |
| Австралія (ARIA Charts)                          | 4       |
| Австрія (Австрійський чарт альбомів)             | 1       |
| Канада (RPM)                                     | 18      |
| Нідерланди (MegaCharts)                          | 1       |
| Франція SNEP                                     | 11      |
| Німеччина (Media Control Charts)                 | 1       |
| Італія (Італійський чарт альбомів)               | 3       |
| Японія (Oricon)                                  | 23      |
| Нова Зеландія (Official New Zealand Music Chart) | 2       |
| Норвегія (VG-lista)                              | 2       |
| Іспанія (PROMUSICAE)                             | 4       |
| Швеція (Sverigetopplistan)                       | 6       |
| Швейцарія (Schweizer Hitparade)                  | 1       |
| Велика Британія (UK Albums Chart)                | 1       |
| США (Billboard 200)                              | 24      |

| Чарт (1989)                          | Позиція |
| ------------------------------------ | ------- |
| Австрія (Австрійський чарт альбомів) | 12      |
| Канада (RPM)                         | 66      |
| Італія (Італійський чарт альбомів)   | 15      |
| Швейцарія (Schweizer Hitparade)      | 6       |
| Велика Британія (UK Albums Chart)    | 14      |

### Сертифікації
| Країна                                                  | Сертифікація | Продано  |
| ------------------------------------------------------- | ------------ | -------- |
| Австрія (IFPI)                                          | Золото       | 25,000*  |
| Австралія (ARIA)                                        | Золото       | 35,000^  |
| Фінляндія (Musiikkituottajat)                           | Золото       | 43,130   |
| Франція (SNEP)                                          | Золото       | 163,000  |
| Німеччина (BVMI)                                        | Платина      | 500,000^ |
| Нідерланди (NVPI)                                       | Платина      | 100,000^ |
| Польща (ZPAV) перевидання лейблу Agora SA 2009 року     | Платина      | 20,000*  |
| Іспанія (PROMUSICAE)                                    | Платина      | 100,000^ |
| Швейцарія (IFPI)                                        | Платина      | 50,000^  |
| Велика Британія (BPI)                                   | Платина      | 480,000  |
| США (RIAA)                                              | Золото       | 500,000^ |
| * Дані про продажі, засновані тільки на сертифікації    |              |          |
| ^ Дані про постачання, засновані тільки на сертифікації |              |          |